# Ceratina cyaniventris
Ceratina cyaniventris är en biart som beskrevs av Cresson 1865. Ceratina cyaniventris ingår i släktet märgbin, och familjen långtungebin. Inga underarter finns listade i Catalogue of Life.